# Ławeczka Czesława Niemena w Świebodzinie
Ławeczka Czesława Niemena w Świebodzinie znajduje się na placu Jana Pawła II. 
Została odsłonięta 20 czerwca 2009 w obecności rodziny artysty.
Inicjatorem stworzenia ławeczki-pomnika było Stowarzyszenie Pamięci Czesława Niemena.
Fundusze na realizację przekazały władze miasta i powiatu świebodzińskiego, a także wielu sponsorów prywatnych.
Projektantem i wykonawcą pomnika jest rzeźbiarz Robert Sobociński.
Postać Czesława Niemena siedzi swobodnie na ławce, której oparcie tworzy pięciolinia nutowa.